# Marian Blecharczyk
Marian Edmund Blecharczyk (ur. 15 lipca 1959 w Białymstoku) – polski polityk, samorządowiec, inżynier, poseł na Sejm III kadencji.

## Życiorys
Ukończył w 1986 studia na Wydziale Elektrycznym Politechniki Białostockiej. W połowie lat 90. pełnił funkcję wiceprezydenta Białegostoku. Był posłem na Sejm III kadencji z ramienia Akcji Wyborczej Solidarność. Pełnił funkcję wiceprzewodniczącego Komisji Samorządu Terytorialnego i Polityki Regionalnej. W wyborach parlamentarnych w 2001 bezskutecznie ubiegał się o reelekcję z listy AWSP w okręgu białostockim (otrzymał 3470 głosów). W latach 2002–2006 ponownie pracował jako zastępca prezydenta miasta.
Należał do Zjednoczenia Chrześcijańsko-Narodowego. Pełnił funkcję przewodniczącego zarządu podlaskiego ZChN. W 2006 wstąpił do Platformy Obywatelskiej.